# Scars & Souvenirs
Scars & Souvenirs è il terzo album dei Theory of a Deadman. Il cantante Connolly dichiara: "L'obiettivo è di creare il miglior album possibile".

## Il disco
L'album ha debuttato alla posizione numero 10 dei migliori album rock della classifica Billboard,alla posizione numero 8 dei migliori album alternative rock della Billboard, alla posizione numero 8 dei migliori album hard rock della Billboard e infine nella posizione numero 26 nella Billboard 200.
I brani di maggior successo dell'album sono "So Happy" "Bad Girfriend" "Hate My Life" e "All Or Nothing". Tracce di hard rock, rock puro, alternative rock rendono quest'album molto completo, vario e con uno stile ben preciso.
Riscuote finalmente un ottimo successo, e lo sta riscuotendo tuttora; I Theory of a Deadman sono in tour che durerà almeno fino a marzo 2009, la loro popolarità è aumentata considerevolmente.
Sono stati estratti 5 singoli da questo album: So Happy (11 febbraio 2008),Bad Girfriend (14 maggio 2008),All Or Nothing (2 giugno 2008),Hate my Life (30 ottobre 2008) e Not Meant to Be(novembre 2008).
Attualmente il successo avuto dall'album è notevole tanto che la band parteciperà al Motley Crue Tour 2009 a cui prenderà parte anche la band The Last Vegas il tour inizierà appunto nel 2009.
L'album li ha ormai consacrati al successo.
Successo confermato anche dai numeri, finora le vendite internazionali dell'album superano le 600 000 copie di cui 398,818 solo in Usa.

## Tracce
1. So Happy – 4:11
2. By the Way – 3:35
3. Got It Made – 3:14
4. Not Meant to Be – 3:33
5. Crutch – 3:16
6. All or Nothing – 3:30
7. Heaven (Little by Little) – 4:19
8. Bad Girlfriend – 3:25
9. Hate My Life – 3:10
10. Little Smirk – 3:31
11. End of the Summer – 3:30
12. Wait for Me – 4:03
13. Sacrifice – 2:54

iTunes, Zune and Amazon Bonus Tracks
1. Great Pretender - 3:42
2. Shadow - 3:48
3. So Happy (Acoustic) - 4:10